# José Pascual Alba
José Pascual Alba Seva (Santa Pola, Alicante, 2 de abril del 2000) más conocido como Pascu es un futbolista español que juega como centrocampista en el Almere City de la Eredivisie, de la primera división neerlandesa.

## Trayectoria
Es un jugador formado en las categorías alevín y benjamín de la Peña Barcelonista de Santa Pola bajo la tutela del formador-entrenador Jorge Soler Pérez, fichando a los 12 años, tras destacar varias temporadas en la Peña, por Lacross Babel CF Alicante en el que estuvo hasta la edad de 13 años. En 2013, firmó por el Valencia CF, en el que iría quemando etapas hasta finalizar su etapa juvenil en 2018.
El 23 de abril de 2018, se proclama campeón de la Liga Juvenil de la UEFA 2017-18 con el Juvenil "A" del FC Barcelona.
En la temporada 2018-19, hace su debut con el Valencia Mestalla en el Grupo III de la Segunda División B de España, donde disputa 29 partidos en los que anota un gol.
En la temporada 2019-20, disputa 25 partidos en el Grupo III de la Segunda División B de España, en los que anota un gol.
El 24 de agosto de 2020, firma por el ADO Den Haag de la Eredivisie, de la primera división neerlandesa, con el que participa en 13 partidos.
El 9 de julio de 2021, firma por el FC Dordrecht de la Eerste Divisie, de la segunda división neerlandesa.
El 25 de junio de 2022, se oficializa su fichaje por el Almere City de la Eerste Divisie, de la segunda división neerlandesa, por dos temporadas.

## Clubes
Actualizado al último partido disputado el 28 de mayo de 2022.
| Club              | País         | Año       | Partidos | Goles |
| ----------------- | ------------ | --------- | -------- | ----- |
| Valencia Mestalla | España       | 2018-2020 | 54       | 2     |
| ADO Den Haag      | Países Bajos | 2020-2021 | 13       | 0     |
| FC Dordrecht      | Países Bajos | 2021-2022 | 37       | 1     |
| Almere City       | Países Bajos | 2022-act. | 0        | 0     |